# Łahulśk
Łahulśk (ukr. Лагульськ) – wieś na Ukrainie, w obwodzie żytomierskim, w rejonie nowogrodzkim, nad Tnią. W 2001 roku liczyła 80 mieszkańców.